# D.b.s.
d.b.s. (een afkorting van de oorspronkelijke bandnaam Dirty Black Summer) was een Canadese punkband afkomstig uit Vancouver, Brits-Columbia. De band werd opgericht in 1992 en uiteindelijk opgeheven in 2001. Gedurende de negen jaar van het bestaan van d.b.s. liet de band vijf studioalbums uitgeven en tourde d.b.s. met andere punkbands zoals Rancid, Anti-Flag, D.O.A., The Bouncing Souls, en Youth Brigade.

## Geschiedenis
De band werd opgericht in 1992 toen de leden nog tussen de 12 en 14 jaar oud waren. De eerste formatie bestond uit Andy Dixon, Jesse Gander, Paul Patko, en Dhani Borges. De vroegste nummers die d.b.s. speelde waren covers van de bekende poppunkband Ramones en de artiest Stevie Wonder. Het debuutalbum van de band werd uitgegeven toen de bandleden tussen de 16 en 17 jaar oud waren. Het album werd getiteld Tales from the Crib en werd uitgegeven door Sudden Death Records in 1995. De titel verwijst naar een stripreeks getiteld Tales from the Crypt. Hetzelfde jaar ging de band op tour in de Amerikaanse staat Californië samen met de band Gob, die tevens uit Vancouver komt.
De band bereikte haar hoogtepunt met de uitgave van het laatste album, namelijk de ep Forget Everything You Know. Na deze uitgave werd de band opgeheven en gingen de voormalige leden van de band verder in andere bands en muzikale projecten.

## Leden
- Jesse Gander - zang
- Andy Dixon - gitaar, achtergrondzang
- Paul Patko - drums, achtergrondzang
- Dhani Borges - basgitaar (verliet de band na de uitgave van I is for Insignificant)
- Ryan "Nordburg" Angus - basgitaar (verving Dhani in januari 1998)

## Discografie
Studioalbums
- Tales from the Crib (Nefer Records, 1995)
- If the Music's Loud Enough... (Nefer Records, 1996)
- I is for Insignificant (Sudden Death Records, 1998)
- Some Boys Got It, Most Men Don't (New Disorder Records, 1999)
- If Life Were a Result, We'd All Be Dead (Crap Records, 2000)

Splitalbums
- North America Sucks!! (met Anti-Flag) (Nefer Records, 1996)
- D.O.A./d.b.s. (Empty Records, 1998)
- d.b.s./The Cost (Sellout Records, 2000)